# 橫琴澳方口岸交通樞紐

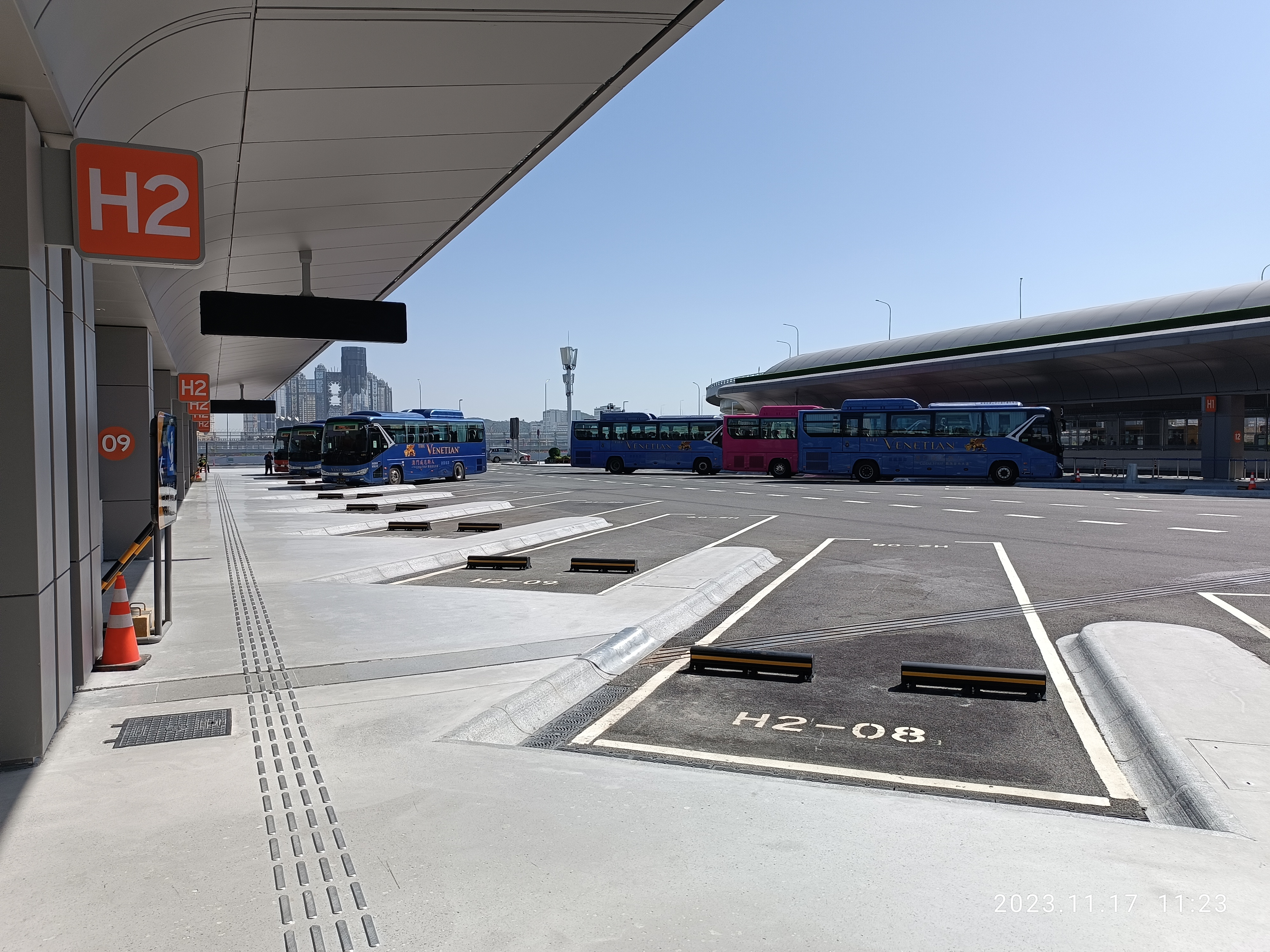
橫琴澳方口岸二層交通樞紐平台旅遊巴及跨境巴士落客區

橫琴澳方口岸交通樞紐平台（全稱：橫琴口岸澳門口岸區二層交通樞紐平台），位於橫琴口岸澳門口岸區的二樓平台，集巴士總站、的士站、娛樂場巴士站；跨境巴士、旅遊巴及社會車輛上落客區於一身。
雖然澳門口岸區屬澳門特別行政區管轄範圍。但在通關初期，由於橫琴口岸永久車道工程尚未完成，暫不開放車輛隨行人員通關。除特殊人士外，所有人士需要在交通樞紐上下客區上落，再前往邊檢大樓通關往返珠海。乘坐公共巴士、酒店及娛樂場客運專車及員工巴士的人士，在二樓交通樞紐上落客。2023年9月26日起，口岸二期新客貨車通道啟用，口岸二期交通樞紐平台亦同步投入運作，平台設有多條車道，供巴士、的士、輕型汽車及旅遊巴上落客使用，並開放予一般車輛（電單車及單車除外）通行；而原來一期的範圍也隨即開展改善工程，於2024年11月22日開放啟用。

## 歷史

### 珠澳邊境禁區時期
- 1999年6月，橫琴口岸正式建成。並於2000年3月28日經中華人民共和國國務院批准正式對外開放。正式開放首日，新增蓮花口岸專線巴士往返澳門一方的路氹邊檢大樓，由岐關車路有限公司及澳門公共汽車有限公司合作聯營。[6][7]
- 2014年4月下旬，澳區全國人大代表劉藝良表示，為配合橫琴口岸一線設施改擴建工程，屆時口岸遷往臨時口岸通關。[8]
- 2005年9月17日至2007年4月30日，由於橫琴口岸聯檢大樓出現建築結構問題，暫停客運通關服務，期間蓮花口岸專線巴士亦停運。[7]
- 2014年12月18日00:00，橫琴過渡期口岸正式啟用，澳方路氹邊檢大樓同步改為24小時通關，蓮花口岸專線巴士亦調整至24小時運作並遷至過渡期口岸上下客。[9][10][11]
- 2016年2月，蓮花口岸專線巴士班次於尖峰時段增至2至3分鐘一班。[12]
- 2019年3月1日，橫琴-澳門跨境通勤專線以試營運方式開設。[13][14]
- 2020年3月26日晚上，廣東省突然宣佈升級COVID-19防疫措施，由澳門入境人士需到指定地點隔離14天，前往橫琴口岸離境方向的專線巴士出現大規模人潮[15]。橫琴-澳門跨境通勤專線亦於升級防疫措施後暫停服務。
- 2020年8月18日，新橫琴口岸聯檢大樓啟用，過渡期口岸亦於當天起停用。蓮花口岸專線巴士亦於當天起結束服務，由往返新聯檢大樓交通樞紐平台的701X路線取代。[2][16]

### 交通樞紐平台啟用初期
- 2016年12月，橫琴口岸及綜合交通樞紐開發工程正式動工，包括興建澳門口岸區和位於地上二層的交通樞紐平台。[17][18]
- 2019年11月，交通事務局公佈第一階段的交通初步安排，包括允許進入橫琴的澳門單牌車輛、粵澳兩地牌車輛、的士、往返路氹邊檢大樓至橫琴口岸的穿梭巴士，以及當時車齡不足三年的旅遊巴士方可駛入口岸包括交通樞紐平台內[19]。
- 2020年8月13日，交通事務局局長林衍新接受傳媒訪問時，表示會新增一條巴士路線，調整並延長兩條巴士路線往返橫琴新口岸。[20]
- 2020年8月18日下午2時45分，配合新橫琴口岸聯檢大樓啟用而正式投入運作，位於澳門口岸區二樓的交通樞紐平台也投入運作，巴士總站亦同步投入使用，14:45起先新增2條巴士路線延伸至此站，14:50起新增1條巴士路線取代原來的蓮花口岸專線巴士。另外，所有酒店及娛樂場客運專車路線、的士上下客區和跨境巴士站包括橫琴-澳門跨境通勤專線遷往本交通樞紐內。[21][2][16]
- 2020年12月14日，受COVID-19疫情影響而停運的橫琴-澳門跨境通勤專線恢復營運。[22]
- 2021年12月4日至2022年1月2日，開辦琴澳民生專線，於週末及琴澳公眾假期期間試行。[23][24][25]
- 2022年6月19日至8月10日，受澳門新一輪聚集性疫情影響，橫琴-澳門跨境通勤專線暫停營運。
- 2022年7月11日至22日，受新一輪聚集性疫情期間實施“相對靜止管理”措施，除的士維持正常服務載客外，102X路線需維持正常服務，但以“特別巴士路線”方式運作，僅供出示特許工作證等相關證明人士乘坐。[26][27]
- 2022年12月24日，“琴澳民生专线”復辦，以“橫琴號”名義方式運營。[28]
- 2023年1月25日，推出的全新通勤車系列“通琴號”跨境通勤專線，由珠海公交集團旗下的珠海公交旅遊客運集團有限公司營運。[29]

### 二期交通平台時期
- 2023年9月26日15時起，橫琴口岸二期新客貨車通道正式試運行，口岸二期交通平台亦同步投入運作，蓮花大橋全線恢復通車，澳門大學連接橫琴口岸通道橋同日起開放車輛通行。平台內設有多條車道，供巴士、的士、輕型汽車及旅遊巴上落客使用；而原來一期的範圍也隨即開展改善工程[3][30]。
- 2023年9月29日，二期交通平台車道作出優化，普通的士上客區遷移至G2車道靠G3一側近斑馬線位置，以增加的士排隊空間，而特別的士上客區遷移至G3車道，增加上客空間至20米。其餘G1及G3車道，維持供輕型汽車上落客，以及普通的士和特別的士落客之用[31]。
- 2024年2月2日，澳門大學連接橫琴口岸通道橋行人專道正式開放使用，備有升降機連接至橋面及設有雨蓬，行人增加一項選擇通過以步行方式往返橫琴口岸及澳門大學[32]。
- 2024年5月至10月31日，橫琴口岸澳門口岸區二層交通樞紐平台原工程包括拆除及建造工作，整項改造工程預計至2024年10月31日完成，期間橫琴口岸澳門口岸區二層交通樞紐平台將分階段實施有限度通車及行人道改道一期平台進行改造工程[33]。

### 南側平台（原一期交通樞紐平台）改造
- 2024年7月22日，二層交通樞紐南側平台（原一期平台）開展改造工程，包括重新規劃及優化平台的行人步行設施及功能佈局。工程主要包括建造大型風雨廊、鋪設行人路飾面、原有平台樓板改造、約1.9萬平方米的道路鋪設瀝青路面，完善平台排水系統及設置各類車輛，包括的士、巴士、旅遊巴士及輕型汽車的上落客區[34]。項目改造工程造價為1億9仟4佰46萬元，工期為100個工作天，獲判給實體為中國建築工程（澳門）有限公司[35]。
- 2024年8月7日，公共建設局表示，改造工程作為澳門輕軌橫琴線配套工程之一，完成後各類車輛上落客候車區及行人空間面積超過10,000平方米，設有巴士站、的士站、旅遊巴、酒店穿梭巴士等近200個上落客車位[36]。
- 2024年11月5日，南側平台改造工程提前竣工，展開驗收及移交程序，設有的士站、旅遊巴士、跨境巴士、酒店穿梭巴士及隨車人員等上客區車位；新建的有蓋行人長廊與澳門大學連接橫琴口岸通道橋行人道無縫銜接。工程項目總施工面積約3.2萬平方米，涉及新造鋁板幕牆及風雨廊約2.55萬平方米、鋼結構約1,500噸，水磨石地面約1.3萬平方米，瀝青鋪設約1.9萬平方米[37]。
- 2024年11月22日10時起，交通樞紐平台改造工程完成並全面投入使用，開放後輕型汽車上落客區、的士站、酒店及娛樂場巴士等重型客車上落客區等區域將會增加，並增設隨車人員上客區及跨境巴士上客區[38]。

## 相關交通資料

### 公共巴士
公共巴士總站位於二層交通樞紐北側平台H1車道及H2車道。設有7個上客站，30米落客區及12個巴士泊位。

### 跨境通勤專線
由珠海公交集團旗下珠海公交旅遊客運集團有限公司的營運跨境通勤專線及小可樂科技旗下的“橫琴號”琴澳民生跨境專線以本站為跨境前後的中途站，乘客必須在此站上落往返橫琴口岸通關後再於珠海方口岸區內乘車前往橫琴粵澳深度合作區內各站，由珠海往澳門方向完成通關後再於本站乘車前往澳門市區、氹仔市區及部分高等院校（澳門大學、澳門科技大學及澳門城市大學）。在首期啟用至二期車道開放前跨境通勤專線橫琴往澳門方向停靠在B3跨境巴士上落點進行上落客；二期車道開放後改於H2車道的第七至第九號卡位進行上落客。

### 跨境直通巴士
所有跨境直通巴士中途停靠橫琴口岸澳門口岸區，乘客必須停靠交通樞紐平台內的B3跨境巴士上落點，乘客於此站上落往返橫琴口岸通關。二期車道開放後改於H車道進行落客，上客區位於B車道。

## 車道分佈

### 一期交通平台佈局
| 2樓交通樞紐平台行車道分佈 | 2樓交通樞紐平台行車道分佈 | 2樓交通樞紐平台行車道分佈 | 2樓交通樞紐平台行車道分佈 | 2樓交通樞紐平台行車道分佈 | 2樓交通樞紐平台行車道分佈 | 2樓交通樞紐平台行車道分佈               | 2樓交通樞紐平台行車道分佈 | 2樓交通樞紐平台行車道分佈 |
| ------------------------- | ------------------------- | ------------------------- | ------------------------- | ------------------------- | ------------------------- | --------------------------------------- | ------------------------- | ------------------------- |
| 行人通道                  | 行人通道                  | 行人通道                  | 行人通道                  | 行人通道                  | 行人通道                  | 行人通道                                | 旅遊巴／發財巴停泊區      | 旅遊巴／發財巴停泊區      |
| 公共巴士落客區            | 公共巴士落客區            | 公共巴士落客區            | 公共巴士落客區            | 701X 路氹連貫公路         | 701X 路氹連貫公路         | 701X 路氹連貫公路                       | 旅遊巴／發財巴停泊區      | 旅遊巴／發財巴停泊區      |
| 行車道 →                  | 行車道 →                  | 行車道 →                  | 行車道 →                  | 行車道 →                  | 行車道 →                  | 行車道 →                                | 掉頭方向 ↓                | 掉頭方向 ↓                |
| 旅遊巴上落客區            |                           |                           |                           |                           |                           |                                         | 掉頭方向 ↓                | 掉頭方向 ↓                |
| 行人通道                  |                           |                           |                           |                           |                           |                                         | 掉頭方向 ↓                | 掉頭方向 ↓                |
| 跨境巴士上落點（B3）      | 跨境巴士上落點（B3）      | 跨境巴士上落點（B3）      | 旅遊巴上落客區            | 旅遊巴上落客區            | 旅遊巴上落客區            | 旅遊巴上落客區                          | 掉頭方向 ↓                | 掉頭方向 ↓                |
| ← 行車道                  |                           |                           |                           |                           |                           |                                         | 掉頭方向 ↓                | 掉頭方向 ↓                |
| 25B 關閘                  | 25B 關閘                  | 25BS 望德聖母灣           | 102X 港珠澳大橋           | 102X 港珠澳大橋           | 50 路環市區               | 旅遊巴 （包括員工巴士及發財巴上落客區） | 政府車輛停泊區            |                           |

### 二期交通平台佈局
|           |                        |
| ← H2 車道 | 跨境及旅遊巴士上落客區 |
| ← H1 車道 | 發財巴上落客區         |
| ← G3 車道 | 輕型汽車上落客區       |
| → G2 車道 | 的士站                 |
| → G1 車道 | 輕型汽車上落客區       |
| → F2 車道 | 公共巴士中途站         |
| ← F1 車道 | 公共巴士總站           |

### 完成改造後的交通平台佈局
|               |                              |
| ← H2 車道     | 跨境／本地旅遊巴落客區       |
| ← H1 車道     | 跨境／本地旅遊巴落客區       |
| ← G3 車道     | 輕型汽車／隨車人員落客區     |
| → G1／G2 車道 | 輕型汽車／隨車人員落客區     |
| → F2 車道     | 公共巴士中途站               |
| ← F1 車道     | 公共巴士總站                 |
|               | 往返隨車人員驗放廳電梯／扶梯 |
| → E2 車道     | 普通的士上客點／等候區       |
| ← E1 車道     | 普通的士落客點／等候區       |
| ← D2 車道     | 酒店及娛樂場客運專車上客區   |
| → D1 車道     | 酒店及娛樂場客運專車上客區   |
| → C 車道      | 旅遊巴上客區                 |
| → B 車道      | 跨境巴士上客區               |
| → A 車道      | 隨車人員上客區               |

## 其他交通資料

### 的士
口岸區內設有的士站及的士上落客區，設有3個上客位、約50米落客區及320米排隊區，在澳門口岸區搭乘的士，須繳納附加費用（澳門幣5元）。

### 酒店及娛樂場客運專車
酒店及娛樂場巴士落客區位於H車道，D1及D2車道為上客區，設有77個位。
備註：此時間表最後更新日期為2021年9月1日
| 目的地區域 | 目的地                               | 服務時間    | 班距   |
| ---------- | ------------------------------------ | ----------- | ------ |
| 澳門半島   | 葡京娛樂場／新葡京娛樂場／回力海立方 | 10:00-18:00 | 30分鐘 |
| 路氹城     | 威尼斯人／巴黎人／澳門倫敦人         | 09:00-18:00 | 30分鐘 |
| 路氹城     | 澳門銀河                             | 11:00-17:00 | 30分鐘 |
| 路氹城     | 新濠天地／新濠影匯                   | 09:00-18:15 | 25分鐘 |
| 路氹城     | 永利皇宮                             | 10:00-18:00 | 30分鐘 |
| 路氹城     | 美獅美高梅                           | 09:00-21:00 | 30分鐘 |
| 路氹城     | 上葡京                               | 10:00-20:00 | 20分鐘 |
| 路氹城     | 澳門葡京人                           | 11:00-20:00 | 15分鐘 |

### 輕軌
- █  橫琴線橫琴站

## 爭議

### 開通初期及COVID-19疫情下交通配套不足
2020年8月18日起，位於路氹城的原路氹邊檢大樓正式遷往橫琴口岸澳門口岸區，往返該口岸內的交通樞紐巴士路線只有3條，分別為25B、50、701X路線。 在晨間及傍晚尖峰時段3條往返橫琴澳方口岸的巴士路線基本客滿兼擠滿人群，特別是在傍晚尖峰時段大批乘客在原路氹邊檢大樓旁邊的「蓮花路停車場」站無法上車，加上車輛嚴重擠擁導致市民質疑巴士公司或交通事務局有違反兼不利預防COVID-19疫情之嫌；有離島社區咨詢委員會委員促請政府完善橫琴口岸澳門口岸區的配套設施，巴士總站設施不便民需改善。
據離島社區服務諮詢委員會於2020年9月的會議上邀請到交通事務局代表出席，指待永久車道等新橫琴口岸整體工程完成後，有條件讓一般私家車駛上蓮花大橋到澳方口岸區上落，而三條往返或途經橫琴新口岸的巴士路線共發出約380個班次。在巴士總站上車由最初每日約2,800人次，到9月上升3,800人次，另考慮加密701X路線服務班次，並調整靠近蓮花路停車場一帶的巴士站。澳門婦女聯合總會理事兼交通咨詢委員會委員、澳門公共汽車股份有限公司總經理梁美玲建議在澳門輕軌橫琴線落成前，適當增設巴士路線，方便旅客和居民能從口岸以點到點方式前往各區。
新巴士合同於2021年1月1日起生效，新福利恢復102X路線服務，由恢復當天起將氹仔終點站延伸到橫琴澳方口岸。由於102X路線在復駛初期乘坐乘客不多，2021年2月28日起交通事務局批准由新福利營運的102X路線改以小巴車型行駛，但後來選乘該線的乘客上升，在下午繁忙時段間中出現人滿為患，但巴士公司及交通事務局未有相應增加班次。
同時，從2021年6月上旬起珠海當局安排多條特別巴士路線由市區往返橫琴口岸或港珠澳大橋珠海公路口岸分流往返澳門工作的通勤人士包括外地僱員和居於珠海的澳門居民，另外增設多條「疫情應急專線」往返橫琴口岸或港珠澳大橋珠海公路口岸供持澳門外地僱員認別證之人士免費乘搭。另一邊廂，往返橫琴口岸澳門口岸區（橫琴澳方口岸）的巴士路線比往返關閘（拱北口岸）的路線少，在部分時段如尖峰時段多輛前往橫琴澳方口岸、由橫琴澳方口岸開出或途經橫琴澳方口岸的巴士路線已出現非常擁擠的情況。
2021年7月28日起，新福利才特別安排兩架大巴行走102X路線的下午尖峰時段的班次，班次於往橫琴澳方口岸方向中途加入，由「海濱圓形地／生態保護區」站開出往橫琴澳方口岸，以疏導路氹西銀河四期地盤和澳門大學河底隧道工程地盤下班的通勤人士前往橫琴口岸澳門口岸區通關的需要。

### 巴士公司緊急宣佈增開特班車往返路氹城
2021年11月12日晚上，新福利緊急發出新聞稿，宣佈因應橫琴澳方口岸使用公共巴士的客流變化和需求，於同年11月13日起加強25B路線和102X路線的班次密度。另外，為解決早上及傍晚尖峰時段跨境通勤人士的需求，由11月15日起開設25BS路線，藉以疏導路氹連貫公路一帶每日跨境通勤的乘客，同時更有利舒緩25B路線前往澳門區的客流。
2021年11月16日，新福利發出新聞稿指，指25BS路線開通後客流疏導效果顯著，25BS路線於首日橫琴澳方口岸早尖峰時段客流疏導能力增加接近四成。但在上午時段明顯地25B路線的客量明顯比25BS路線的客量多，但每班車仍擁滿人群兼不利防疫；客量方面，25B路線客量有3,300人次而25BS路線客量有1,100人次，但新福利指高效快速集散客流，大幅縮短排隊長度及候車時間，同時改善25B路線在各中途站的運載能力。
另外，對於網上流傳和電台聽眾致電澳門電台中文頻道晨間時事烽煙節目澳門講場指25BS路線首日開通因抽調巴士行走影響5路線服務；新福利於該日再發出新聞稿澄清相關報道，指出5路線在晨間尖峰時段的巴士運力及班次沒有減少，更沒有抽調5路線的運力服務本缐。5路線總站出車班次隔間基本準時發車，惟在個別時段受路面堵塞影響，會引致中途站班次間隔不均或出現脫班情況。故見及此，新福利對5路線將以加班車於部分中途站「插入」班次加強服務，以彌補因路面堵塞引致脫班情況。由即日起調整5AX路線增加中途站，疏導澳門半島一帶使用巴士通勤的乘客。

### 交通配套不足持續引起社會人士及市民關注
2021年12月16日，澳門特別行政區立法會召開全體會議，直選議員謝誓宏在議程前發言時關注交通規劃問題，他稱眾多市民反映橫琴口岸交通配套設施不足，目前該處未設置公共停車場，且僅允許巴士、的士、「單牌車」或「兩地牌車」進入，市民如果駕車經橫琴口岸通關，就只可以將車輛停泊在位於路氹城原路氹邊檢大樓對面的蓮花路停車場，再搭乘相關巴士路線接駁前往通關，極其不便。此外，橫琴（澳方）口岸地段沒有提供足夠的私家車停泊位，認為政府相關部門應預先規劃停泊車位並增設公共停車場，避免將來私家車可通行至口岸時面臨泊車位不足的狀況。
2022年12月3日，立法會直選議員顏亦恆提出書面質詢指，隨著深合區建設持續推進，琴澳兩地人員往來將越趨頻密，加上“澳門新街坊”項目竣工在即，往來琴澳人員和車流將增大，他促請政府優化琴澳跨境交通建設，考慮在琴澳之間增設多條跨境通道，減輕蓮花大橋的交通壓力，以及質詢琴澳跨境海運交通規劃方案。顏奕恆表示，據常往返琴澳的居民反映，高峰期間僅是通過口岸需時半小時或以上，拉長跨境通勤所需的時間，升高通關成本，對居民往返造成不便。他提出包括能否考慮單牌電單車進出橫琴、解決橫琴澳方口岸交通擁堵問題中開設琴澳海上客運服務，以及澳門大學河底隧道作出優化如增設平面扶手電梯等自動步行系統等方式，甚至允許騎單車的形式，以便提升行人隧道的使用率，並完善氹仔落腳點交通配套。
2022年12月16日，澳門立法會間選議員、群力智庫理事長何潤生促請政府持續完善橫琴澳方口岸基礎建設配套，加快澳人融入深合區發展，共建大灣區優質生活圈。他指出，目前往返橫琴口岸澳門方的巴士路線只有五條，能直達澳門市區水坑尾、高士德只有25B路線巴士，每天尖峰時段車廂更是人滿為患，而蓮花大橋僅允許巴士、的士、「單牌車」或「兩地牌車」等特殊車輛進入，居民望於口岸設置泊車位、公共停車場的訴求，則遲遲未有消息；交通配套未臻友善，對於橫琴口岸為跨境交通樞紐的發展定位，實造成一定影響。因此建議當局，及早完善相關交通配套設施，做好車輛分流、優化實時交通資訊分佈等，營造琴澳同城生活圈的便利，圍繞高質量建設，促進深合區乃至粵港澳大灣區發展。
2022年3月，澳門立法會直選議員梁鴻細建議優化橫琴口岸一帶交通配套，在二期交通平台啟用前，居民只能選擇將車輛停泊在街位或蓮花路停車場再轉乘其他巴士路線出入橫琴口岸；再加上繁忙時段，車站大排長龍，巴士車廂滿座，企位更是擠迫，上述種種，嚴重影響居民使用橫琴口岸通關的觀感意欲。他建議當局優化相關交通配套，包括利用智慧停車系統，儘快整合口岸附近公共停車資源；觀察並因應情況，調整相關巴士班次，提升服務效率。
2023年2月初，保安司司長辦公室回覆澳門立法會直選議員李靜儀書面質詢，關注橫琴口岸臨時車道較少導致交通經常擠塞情況。辦公室表示，口岸二期永久車道建設預計於同年3月具備啟用條件，屆時澳門口岸區的使用面積亦將大增，蓮花大橋將恢復全面通行，現時不具通行條件的私人車輛亦將可在澳方口岸區行駛及接送旅客。交通事務局亦將本交通樞紐平台及蓮花大橋改善工程完成後，進一步完善口岸連接道路、公共巴士站等交通配套，便利居民往返深合區。
2022年3月2日，交通事務局聯同兩間公共巴士公司代表出席澳門電台中文頻道晨間時事節目澳門講場，有聽眾繼續反映往返橫琴澳方口岸巴士路線仍然不足，路線和班次問題仍未改善，但在節目中聆聽市民意見和反映訴求中只是不斷重複「研究」兩字，引起大多數網民批評相關部門作法。在出席電台節目中的新福利代表沒給予澳巴和交通部分代表回答，對於路線和班次問題，交通事務局表示只是要求兩間巴士公司作出跟進，兩巴代表亦指會作出跟進。
2022年6月上旬至中旬，網上群組及社交平台流傳多張圖片，部分網民再度批評該口岸交通配套出現重大問題。巴士方面，25B路線繼續迫滿乘客，另一邊廂25BS路線果然無人問津，大批乘客繼續等候25B路線：另一邊廂，的士站一邊有大批人排隊上車，候客長龍更延伸至蓮花大橋近橫琴出入口，甚至網上群組有人拍到電召的士公然違反法律於普通的士站候客，部分在該口岸等候不到公共巴士的乘客被迫乘坐的士離開該口岸。相關事件發生後沒有澳門本地傳媒作出相關報道或投訴，而交通事務局等相關政府部門和兩間巴士公司仍未對相關事件的投訴和反映作出回應、處理和進行解決。
2023年8月，《澳門日報》社評指，琴澳兩地口岸一帶公交配套不足，若非自駕車輛或預約好班車，交通時間往往大失預算。隨着兩地發展和橫琴“澳門新街坊”開售，有需要加快推進口岸往來路氹的交通建設。且橫琴口岸與路氹區相連，若做好公共交通配套，可進一步發揮優勢，引進更多客源。文中指出，在早晚尖峰時段往來橫琴口岸的巴士線經常爆滿，社會人士已經多次建議增開晨間及晚間尖峰時段往返橫琴口岸的巴士班次，減少上下班高峰巴士站的人龍及等候時間。
2023年9月下旬，澳門新福利公共汽車一行到訪澳門街坊總會，其中街總副理事長梁鴻細反映指巴士總站候車人數較多，候車環境有待改善，建議優化路線設計及提升營運效率；而跨境學生和居民的需求較大，希望新福利盡快爭取開通琴澳跨境巴士；又冀望巴士站名能顯示周邊旅遊景點、巴士車資支援中國大陸的電子支付，及能提前發佈因道路工程而改道的巴士路線資訊等。新福利副總經理李啟見表示，有信心投入特班車能有助解決橫琴口岸的擁擠問題；而營運數據組副經理源君毅表示，希望配合當局盡快推出反掃功能，持續優化巴士的電子支付服務。

### 二期車道及交通平台啟用初期相關問題
橫琴口岸聯合一站式部分車道開通試運後，在口岸出入境高峰時間出現擠塞情況。2023年9月29日，澳門保安司司長黃少澤指，形容相關設備技術難度史無前例，他承認開通初期出現不少問題，部分車主“退車”原因是證件問題，以及人工查驗需時及讀證機系統不穩定，未來會不斷優化系統，近日已有改善。其原因包括證件信息無法讀取，證件無磁片、晶片損壞，指紋或面像無法通過，證件未備案或司機有港珠澳三個證件但未在治安警察局作登記。
2023年10月，澳門立法會直選議員林宇滔提出書面質詢，反映巴士總站巴士班次少及路線覆蓋範圍不足，對居住在橫琴的在澳讀書或工作人士造成不便，在尖峰時段導致巴士輪候人滿為患。指出大部分巴士路線仍然主要圍繞渡假酒店，雖然有助僱員及旅客往來各大渡假酒店，卻明顯忽略了大量在高等院校上班上學的師生。包括建議考慮延長701X路線延伸進入澳大校區內的範圍，甚至覆蓋澳門科技大學及澳門鏡湖護理學院等多所高校站點，並建議與巴士公司協調增開特班車、班次及調整路線疏導早上尖峰時段的人流滿患的情況。交通事務局局長林衍新回覆該書面質詢時表示，回覆稱配合二期交通平台及澳門大學連接橫琴口岸通道橋啓用，經檢視公共巴士服務及綜合過往乘客反映的意見，擴大701X路線服務範圍，局方正檢視相關調整成效，並與澳門大學保持溝通收集意見，以滿足澳大師生往返橫琴口岸的需求。
2024年3月下旬，澳門立法會直選議員林宇滔再度就巴士路線網絡提出書面質詢，當中提到有居住在石排灣居民反映，往返橫琴口岸的巴士「有入無出」，50路線由橫琴口岸前往路環，相反則必須透過轉乘方式由路環前往橫琴口岸。交通事務局回覆書面質詢指，正逐步開展涉及石排灣及橫琴口岸的巴士路線調整研究，以配合澳門輕軌石排灣線及橫琴線的啓用，提升乘客使用巴士及輕軌服務體驗。

### 輕軌橫琴線通車前後交通配套仍不足
2024年7月，公共建設局對交通樞紐南側平台展開重整優化工程，主要包括建造大型風雨廊、鋪設行人路飾面、改造原有平台樓板、約19,000平方米的道路鋪設瀝青路面、完善平台排水系統及設置各類車輛上落客區，工程則預計於2024年11月完工。
澳門婦女聯合總會成員兼任澳門立法會直選議員黃潔貞、馬耀鋒亦收到市民反映，往返港珠澳大橋澳門邊檢大樓至橫琴的102X路線輪候時間長達30分鐘，高峰時段出現排隊人潮且車上人員擁擠，難以滿足口岸旅客的交通需要。他們建議當局趁著暑假來臨前，檢視各口岸的巴士班次，因應不同口岸的開放時間，延長巴士夜間服務時長，繁忙時段需增設巴士班次來疏導人流。
澳門街坊總會轄下的群力智庫就促請有關部門可盡早聯同巴士公司增加巴士班次與廣設更多往返氹仔和澳門市區的巴士路線，有效改善公共交通的候車環境；期望下一個長假期前，當局可以對相關交通工具和路線作出改善，以改善澳門的旅遊形象。並指出橫琴口岸部份巴士路線無法負荷日益高企的載客量，而巴士班次稀疏、巴士路線短缺，亦未能回應現實需求，大部分時間客量較大，往往候車隊伍頗長，市民和旅客通常都分不清到底在排哪條巴士路線和應該在哪裡排隊，建議當局及早與巴士公司商討，積極提高巴士承載力和加派人手理順排隊人潮，期望可考慮設立口岸循環快線，方便往返琴澳兩地人士出行。另建議如701X路線可延長至氹仔客運碼頭及澳門國際機場再往返路氹連貫公路一帶及橫琴口岸，滿足旅客或居住橫琴的本地居民往返澳門機場的需求，亦可減輕機場和橫琴口岸周邊的交通壓力，以提升澳門的旅遊形象。
自2024年9月新學年開學後，巴士總站繼續癱瘓，早上9時前站內未間斷的迫滿候車乘客，巴士班次完全無力疏導客流量；面對社會聲音要求增設更多巴士路線往返橫琴澳方口岸，但交局就是不作為，令這個口岸交通一直為人垢病，反觀珠海方口岸交通配套井然有序，被社會批評為在不作為還是亂作為，可能拖了國家的後腿，交通配套做不好，阻礙了居民旅客往來橫琴，亦影響他人往來的意欲。
2024年9月30日，輕軌橫琴線竣工及完成驗收，並開展通車前試營運工作。眾多居民、在澳升讀高校的中國大陸學生或訪澳旅客均冀輕軌橫琴線能夠早日開通，讓橫琴口岸通關人士有多一個交通選擇，連接琴澳兩地的交通更加方便。
2024年12月2日，澳門輕軌橫琴線正式通車。早在橫琴線開通前，多名離島社區服務諮詢委員會委員關注往返或途經該口岸的巴士路線如何調整或作出優化。2025年2月，交通事務局代表出席離島社諮委恆常會議上表示，因交通樞紐平台及輕軌橫琴線仍處於全面啟用的初期，仍需觀察掌握對巴士服務的影響，故暫時未有任何相關巴士優化調整計劃。

### 往返澳門大學巴士路線不能直達校園內其他建築
自二期交通平台於2023年9月下旬啟用後，交通配套仍然存在不足，例如與青茂口岸或關閘不同的是沒有大型停車場配套設施；各巴士路線走線被批評時間長和“兜路”情況嚴重；如澳門大學師生或路環居民需通過“轉乘”方式往返主要目前地；對於澳大師生要求將部分巴士路線如以澳門大學總站開出的巴士路線延長行程往返或途經橫琴口岸，又認為相關路線在早晚尖峰時段的客流為錯開，能方便分流往返澳大校區至橫琴口岸，另一方面可分流橫琴口岸往返澳門半島或氹仔島部分區域的乘客，但交通事務局仍是“充耳不聞”。
雖然自2024年8月起，配合澳門大學新學年開課，701X路線於上午尖峰時段增設特班車由橫琴澳方口岸單向前往澳門大學總站。 隨後在同年10月21日起，上述特班車服務調整為特班車路線，並命名為701XS路線，但只在澳門大學上課日傍晚尖峰時段並往返停靠澳大總站及橫琴澳方口岸兩站。
在701XS路線增設的首周，有澳門大學學生指出過往701X路線輪候時間較長，增加特班車路線能方便學生出行；但認為701XS路線營運時間較短和僅在上課日期間營運，建議應增加延長並增設更多的服務時間包括上午尖峰時間，同時應延長有關路線至澳大校區內其他建築。有交通諮詢委員會委員表示，橫琴口岸日均使用量近6萬人次，建議應檢討當前口岸巴士服務不足問題，調整上述巴士服務時間外，另增設更多巴士路線方便通勤人士或旅客往返橫琴口岸。

## 其他影響及事故

### 跨境通勤高校專線調整前後對跨境學生影響
2022年9月13日，「橫琴號」跨境通勤專線“高校專線”大規模調整，由原來的一條分拆為四條路線，為居住在橫琴粵澳深度合作區的澳門高校學生提供免費通勤服務。有居住在橫琴就讀澳門城市大學的學生表示，以往通勤專線未改線前要提前1個半小時出門，並踩單車或搭公交到關口，通關後再轉乘澳門境內的巴士返校，交通花費時間相當長。另外，有在澳門大學就讀研究生的學生表示，一直在乘坐通勤巴士，剛開始就讀的時候，要提前去等公交，從橫琴口岸過關後，在澳門境內還需要轉乘兩次巴士才能到澳大校區，如果打車的話需要幾十元，每天花在路上的時間近兩小時。兩名受訪學生均表示，乘坐跨境通勤高校專線直接「點到點」，而且不用提前去等車，減少花費通勤時間，以後會經常乘搭。

### 熱帶風暴馬力斯
2024年6月1日，澳門地球物理氣象局發出三號風球期間，四名8至10歲的中國大陸持往來港澳通行證女童於巴士總站疑被強風吹倒的水馬壓傷，送往鏡湖醫院氹仔醫療中心治理，清醒穩定，期間一名警員協助處理時手腳擦傷送院治理，涉事水馬已被移開。

## 外部連結
- 公共建設局-橫琴口岸澳門口岸區二層交通樞紐平台改造工程 （页面存档备份，存于）
- 交通事務局-橫琴口岸澳門口岸區二層整體交通安排 （页面存档备份，存于）